# Cyrtanthus carneus
Cyrtanthus carneus är en amaryllisväxtart som beskrevs av John Lindley. Cyrtanthus carneus ingår i släktet Cyrtanthus, och familjen amaryllisväxter. Inga underarter finns listade i Catalogue of Life.